# Magisterium (christendom)
Het magisterium is het leerstellige gezag van de Kerk, dat wordt gevormd door de bisschoppen in eenheid met de paus als opvolger van Petrus.
Het woord magisterium is afkomstig van het Latijnse woord magister, dat 'leermeester' betekent. 